# Cindai
Cindai는 말레이시아의 팝 가수 시티 누르할리자의 세 번째 정규 음반이자, 1997년 <Siti Nurhaliza II>에 이어 발매된 두 번째 음반이다. 말레이시아에서만 40만 장가량을, 인도네시아에서는 10만 장가량 판매되었다.

## 음반 소개
이 음반은 시티의 첫 번째 전통 음악 음반이며, 90년대 말레이시아 가요계에서 가장 기억되는 음반이기도 하다. 첫 번째 트랙 <Cindai>는 1990년대 최고의 가요로 선정되기도 했다. 동년 1월에 발매된 <Siti Nurhaliza II>의 10번 트랙 <Sri Mersing>으로 첫 전통 음악을 선보인 이후 선보인 두 번째 성과이기도 하다. 1번 트랙 <Cindai>와 10번 트랙 <Joget Berhibur>를 제외한 모든 수록곡이 완성된 작품은 아니지만, 그녀의 아름다운 보컬로 완벽히 소화해 냈다.

## 수록곡
| #            | 제목                       | 재생 시간 |
| ------------ | -------------------------- | --------- |
| 1.           | 〈Cindai〉                 | 4:52      |
| 2.           | 〈Laksamana Mati Dibunuh〉 | 5:20      |
| 3.           | 〈Janji〉                  | 3:17      |
| 4.           | 〈Lela Manja〉             | 4:12      |
| 5.           | 〈Kaparinyo〉              | 4:20      |
| 6.           | 〈Es Lilin〉               | 3:56      |
| 7.           | 〈Damak〉                  | 4:28      |
| 8.           | 〈Joget Pahang〉           | 3:51      |
| 9.           | 〈Patah Hati〉             | 5:11      |
| 10.          | 〈Joget Berhibur〉         | 4:35      |
| 총 재생 시간 | 총 재생 시간               | 45:02     |

## 특징
- 1번 트랙 <Cindai>, 8번 트랙 <Joget Pahang>, 10번 트랙 <Joget Berhibur>는 발매 전 싱글로 먼저 발매되었다.
- <Cindai>와 <Joget Berhibur>를 제외한 전 수록곡이 미완성품이다.

## 참고
1. 1 2  “Bintang Cemerlang dari Kampung Awah”. 《Kompas》 (인도네시아어). 2002년 6월 17일. 2014년 7월 14일에 원본 문서에서 보존된 문서. 2009년 12월 18일에 확인함.